# Pietro Cesare Alberti
Pietro Cesare Alberti (Olaszország, 1608 – 1655) amerikai olasz tengerész. Őt tartják Amerika első olasz telepesének, a mai New York állam területére érkezett. Ma emlékköve van.